# 황금기

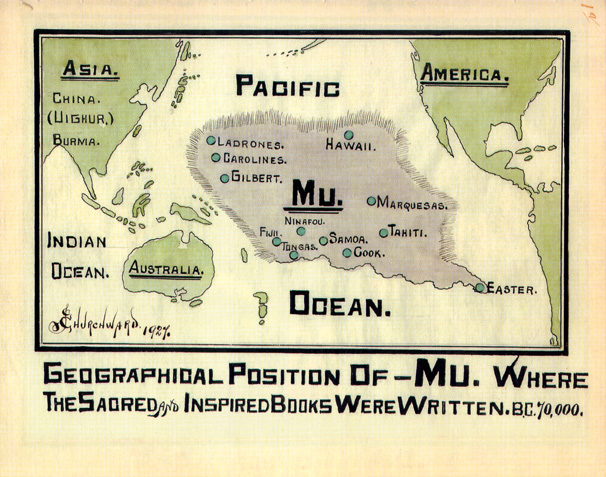
황금기의 은유는 종종 신화적인 과거에서 잃어버린 지식의 높은 지점에 대해 호출된다.

황금기(黃金紀, 영어: Golden age)는 한 나라나 민족의 역사에서 절정기로 여겨지는 시기, 가장 위대한 업적을 이룬 시기이다. 이 용어는 인류가 더 나은 시대에 살고 순수했던 시대를 언급하기 위해 사용했던 초기 그리스와 로마 시인에서 유래했다(황금시대 참조).
고대 그리스 시인 헤시오도스는 인간의 "황금 인종"이 살았던 기간을 언급할 때 그의 일과 날에서 이 용어를 도입했다. 이것은 인간의 시대를 황금시대, 은시대, 청동시대, 영웅시대(트로이 전쟁 포함), 그리고 마지막으로 현재의 철기시대의 다섯 부분으로 나눈 것이다. 이 개념은 오비디우스에 의해 그의 변신 이야기에서 4개의 "금속 시대"(황금, 은, 청동 및 철)로 더욱 세련되었다.

## 같이 보기
- 도금 시대